# Priscille (épouse d'Aquila)
Cet article traite de Priscille, une des premières adeptes de Jésus en dehors de la Palestine et femme d'Aquila. Pour la sainte du IIIe siècle de même nom, voir Prisca la Romaine. Pour le mari de Priscille, voir Aquila (mari de Priscille)
Priscille (Priscilla ou Prisca) forme avec Aquila (ou Aquilas) un couple de riches Romains juifs adeptes de « la Voie » prônée par Jésus et ses apôtres dans le judaïsme des années 40-60, moment où le judaïsme et le christianisme ne sont pas devenus complètement distincts. Les Actes des Apôtres donnent quelques éléments à leur sujet. Ils sont aussi mentionnés dans certaines lettres de Paul de Tarse. Ils organisent plusieurs Églises naissantes, à Corinthe, Éphèse et Rome, notamment en rassemblant les premières communautés dans leurs résidences en tant que tituli ou domus ecclesiae. Traditionnellement, le titulus Priscae est considéré comme le plus ancien lieu de culte chrétien de l'Aventin. Il est attribué à Priscille comme lui appartenant ou hérité de sa famille.  
Priscille figure dans le martyrologe romain et elle est fêtée conjointement avec Aquila par l'Église catholique le 8 juillet. L'Église orthodoxe les fête également ensemble le 13 février, et les autres Églises orientales fêtent uniquement Aquila en tant qu'apôtre le 14 juillet.

## Éléments de biographie

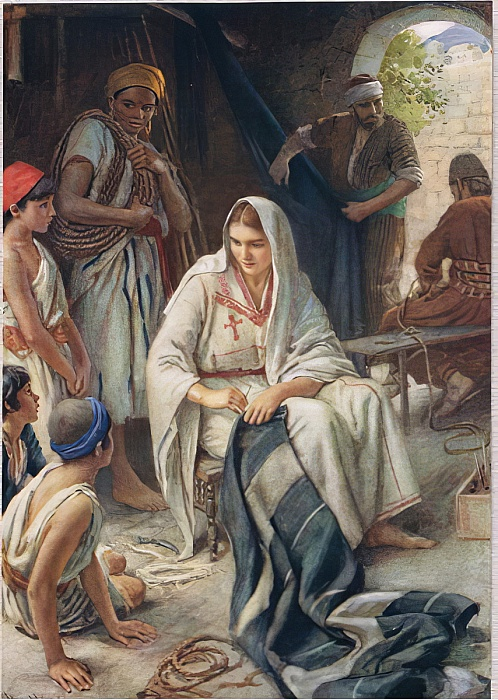
Priscille, illustation des Femmes de la Bible d'Harold Copping.

Priscille est mariée avec Aquila. Ils sont chassés de Rome « à la suite d'un édit de l'empereur Claude qui ordonnait à tous les Juifs de s'éloigner de l'Urbs. » Il y a un quasi consensus chez les historiens pour estimer que cet édit de Claude est celui mentionné par Suétone, qui intervient, dit-il, car les juifs fomentaient des troubles sous l'impulsion d'un certain Chrestus, sans doute Jésus-Christ (49-50,).
Ils viennent donc habiter à Corinthe, peut-être dans une demeure de la famille de Priscille. Arrivant d'Athènes, Paul vient résider chez eux. Il les aide à bien constituer les assemblées de chrétiens. En dehors de son temps d'évangélisation, il travaille aussi avec eux à la fabrication de tentes et de tentures, travail commun à l'apôtre qu'il apprit dans sa jeunesse et à Aquila dont c'est le métier. Paul se rend également à la synagogue chaque shabbat pour tenter de persuader aussi bien les Juifs que les polythéistes parlant grec.
Après un an et demi de prédication et après avoir été conduit devant le tribunal de Gallion, alors proconsul d'Achaïe (printemps 51 - printemps 52), Paul s'embarque pour la province romaine de Syrie. Priscille et Aquila l'accompagnent et restent à Éphèse, tandis qu'il continue son voyage vers Césarée maritime et Jérusalem avant de rejoindre Antioche.
À Éphèse, Priscile et Aquila font la rencontre d'Apollos (ou Appolonios,), un baptiste d'Alexandrie qui a reconnu Jésus comme Messie,, et ils achèvent sa formation. Ils établissent dans la ville plusieurs églises domestiques (domus ecclesiae). 
Une mention dans la lettre que Paul de Tarse adresse à quelques églises (assemblées) et à plusieurs croyants de la ville de Rome laisse penser qu'ils sont dans la capitale de l'Empire romain au moment où est écrite l'Épître aux Romains. Dans ses salutations, Paul écrit: « Saluez Prisca et Aquila, mes coopérateurs dans le Christ Jésus ; pour me sauver la vie ils ont risqué leur tête, et je ne suis pas seul à leur devoir de la gratitude : c'est le cas de toutes les Églises de la gentilité; saluez aussi l'Église qui se réunit chez eux. » Dans cette lettre adressées aux Romains, Saint Paul semble s'adresser à des judéo-chrétiens fort attachés au respect de la Torah et à des chrétiens d'origine grecque qui veulent s'en détacher totalement.
Environ cinq ans après avoir été soit expulsé, soit contraint à l'éloignement en raison d'un décret d'expulsion qui ne visait probablement que les juifs pérégrins, Aquila et Priscilla ont donc pu revenir dans leur résidence de Rome. Toutefois entre-temps, l'empereur n'est plus Claude, mais Néron. Comme à Éphèse, Priscilla et Aquila accueillent dans leur maison les réunions hebdomadaires de la communauté locale.
Giovanni Battista De Rossi a retrouvé dans la catacombe chrétienne de Priscille, plusieurs inscriptions funéraires cassées sur lesquelles figurent les noms d'Acilius Glabrio et de Priscilla. Par ailleurs les informations données par Dion Cassius peuvent laisser penser que le consul Manius Acilius Glabrio que Domitien fait exécuter en 95 était chrétien. Il a donc été émis l'hypothèse que Priscille ait pu appartenir à cette branche des Acilii.

## Dans le Nouveau testament
Priscille et Aquila sont évoqués dans les Actes des Apôtres ainsi que dans les épîtres de Paul de Tarse.

### Dans les Actes des Apôtres
Actes 18:1-5 : « Après cela, Paul s'éloigna d'Athènes et gagna Corinthe. Il y trouva un Juif nommé Aquilas, originaire du Pont, qui venait d'arriver d'Italie avec Priscille, sa femme, à la suite d'un édit de Claude qui ordonnait à tous les Juifs de s'éloigner de Rome. Il se lia avec eux, et, comme ils étaient du même métier, il demeura chez eux et y travailla. Ils étaient de leur état fabricants de tentes. Chaque sabbat, il discourait à la synagogue et s'efforçait de persuader Juifs et Grecs. Quand Silas et Timothée furent arrivés de Macédoine, Paul se consacra tout entier à la parole, attestant aux Juifs que Jésus est le Christ ».
Actes 18:18-19 : « Paul resta encore un certain temps à Corinthe, puis il prit congé des frères et s'embarqua pour la Syrie. Priscille et Aquilas l'accompagnaient. Il s'était fait tondre la tête à Cenchrées, à cause d'un vœu qu'il avait fait. Ils abordèrent à Éphèse, où il se sépara de ses compagnons. Il se rendit à la synagogue et s'y entretint avec les Juifs ».
Actes 18:26 : « Il (Apollos de Césarée) se mit donc à parler avec assurance dans la synagogue. Priscille et Aquilas, qui l'avaient entendu, le prirent avec eux et lui exposèrent plus exactement la Voie ».

### Dans les lettres de Paul de Tarse
Romains 16:3-5 : « Saluez Prisca et Aquilas, mes coopérateurs dans le Christ Jésus ; pour me sauver la vie ils ont risqué leur tête, et je ne suis pas seul à leur devoir de la gratitude : c'est le cas de toutes les Églises de la gentilité; saluez aussi l'Église qui se réunit chez eux ».
1 Corinthiens 16:19 : « Les Églises d'Asie vous saluent. Aquilas et Prisca vous saluent bien dans le Seigneur, ainsi que l'assemblée qui se réunit chez eux ».
2 Timothée 4:19 : « Salue Prisca et Aquilas, ainsi que la famille d'Onésiphore ».

## Rapprochement avec sainte Prisque (Prisca)
Une tradition rapporte que la sainte, à l'âge de treize ans, est baptisée par saint Pierre dans sa période missionnaire d'apôtre à Rome, probablement dans les années 40. Selon la tradition chrétienne Pierre serait venu pour la première fois à Rome en 45. Si cette sainte Priscilla est bien la femme d'Aquila, la littérature pseudo-clémentine rapporte que son mari Aquila est aussi baptisé par Simon-Pierre alors qu'il se trouve à Antioche, avant qu'il ne connaisse Prisca, probablement peu de temps avant que Pierre se rende à Rome pour la première fois. En effet, dans cette version, Aquila et son frère jumeau Nicétas s'étant retrouvés séparés de leurs parents alors qu'ils étaient tout jeunes, ont été élevés dans la province romaine de Syrie par une princesse syro-phénicienne, prosélyte juive appelée Justa qui leur a donné une éducation juive dans le milieu culturel de la Syrie. Le baptême d'Aquilla et de Nicétas intervient après les retrouvailles avec leur frère Clément, fils d'un haut sénateur qui deviendra l'évêque Clément de Rome. Selon d'autres sources chrétiennes, il est un neveu du Consul Titus Flavius Clément. Une tradition attestée à partir du VIIIe siècle identifie la jeune Priscilla à l'épouse d'Aquila, mentionnée dans les Actes des Apôtres ainsi que par saint Paul dans son Épître aux Romains. Toutefois, cette thèse est mise en doute par certains chercheurs.
La tradition chrétienne dit que sainte Prisca était d'une famille noble. À treize ans, elle est accusée de christianisme, probablement vers le milieu du Ier siècle, en raison de la persécution par Claudius. Il lui ordonne de faire un sacrifice au dieu Apollon. Quand elle refuse, en raison de sa foi chrétienne, selon le Martyrologe romain, elle est  soumise à de nombreuses tortures : elle est battue et envoyée en prison. Elle est toutefois libérée après un certain temps. Ce serait alors après cette libération qu'elle aurait épousé Aquila. C'est peut-être à la suite de ce procès que l'empereur prononce un arrêté d'expulsion qui ne vise que les seuls Aquila et Priscille. Dans ces conditions, l'empereur Claude n'aurait prononcé qu'un seul arrêté d'expulsion contre les juifs et la mention non datée de Suétone concernerait aussi cette expulsion mentionnée par Dion Cassius en 41. Simon Claude Mimouni fait en effet remarquer qu'un décret d'expulsion général comme celui mentionné par Suétone et Dion Cassius ne visait probablement que les juifs pérégrins, alors qu'Aquila et Priscilla semblent être des citoyens romains.
Aquila et Prisca se trouveraient donc à Corinthe en 50-51. Elle continue d'affirmer encore fermement sa foi en Jésus-Christ. Mise à nouveau en prison à une période inconnue, sa peine comprend cette fois, la flagellation, l'ébouillantage au suif, puis elle est une nouvelle fois emprisonnée. Elle est enfin jetée à un lion dans une arène, mais il se couche tranquillement à ses pieds. 
Elle est affamée pendant trois jours dans une maison-prison pour esclaves, puis torturée à une crémaillère. Des morceaux de chair lui sont arrachés avec des crochets de fer puis elle est jetée au bûcher
Elle reste  miraculeusement en vie, mais elle est décapitée à la dixième étape de la Via Ostiensis, la route de Rome à Ostie. Les chrétiens enterrent son corps dans la Catacombe de Priscille, sur l'Aventin, la plus ancienne à Rome, à l'endroit de sa mort.

## L'éventuelle maison romaine de Priscilla

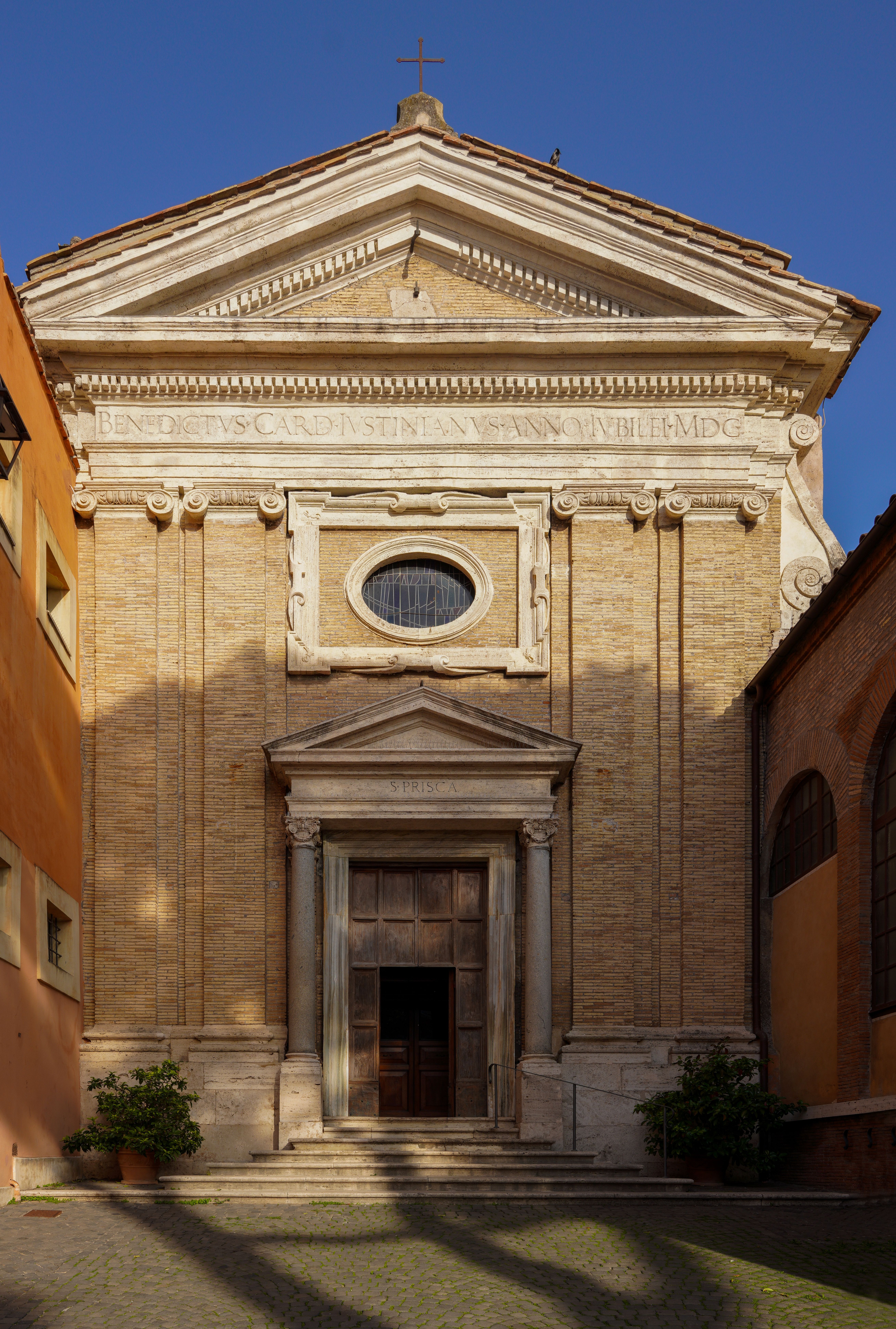
L'église Santa Prisca à l'emplacement du titulus Priscae de Rome.

À l'endroit où se trouve aujourd'hui l'église de Santa Prisca se trouvait une domus datant de la fin du Ier siècle, attribuée par certains à Lucius Licinius Sura, alors que d'autres l'ont identifié avec le privata Traiani, c'est-à-dire la résidence de Trajan avant qu'il ne devienne empereur.
Selon la tradition, le bâtiment a été converti en un titulus (en tant que domus ecclesiae) ou lieu de culte chrétien, vers 55-57, par Aquila et Priscille, dans la maison desquels la présence d'une communauté chrétienne est attestée dans l'Épître aux Romains (Rm 16, 3-5). Les premiers documents relatifs à ce titulus ne remontent cependant qu'au Ve siècle, quand il a été enregistré dans les actes du synode de 499. C'est la raison pour laquelle il est traditionnellement considéré comme le plus ancien lieu de culte chrétien de l'Aventin. Il est également mentionné sur plusieurs pierres tombales et sur des inscriptions du siècle suivant.

## Culte
Il existe une tradition acceptée, entre autres, par l'Église orthodoxe russe selon laquelle Aquila et Priscille ont tous deux été martyrisés en 70. Selon l'Église orthodoxe, Priscille aida au travail apostolique d'Aquila devenu évêque à la demande de l'apôtre Paul, sans doute à Héraclée du Latmos. Des païens lui firent subir le martyre aux côtés de son époux en étant décapitée comme lui.   
Priscille et Aquila sont considérés comme des saints dans la plupart des Églises chrétiennes. L'Église orthodoxe les commémore le 13 février. Les autres Églises orthodoxes commémorent Aquila seul le 14 juillet. L'Église luthérienne les commémore aussi le 13 février avec Apollos. Dans l'Église catholique, le Martyrologe romain a fixé leur fête au 8 juillet.

## Voir aussi

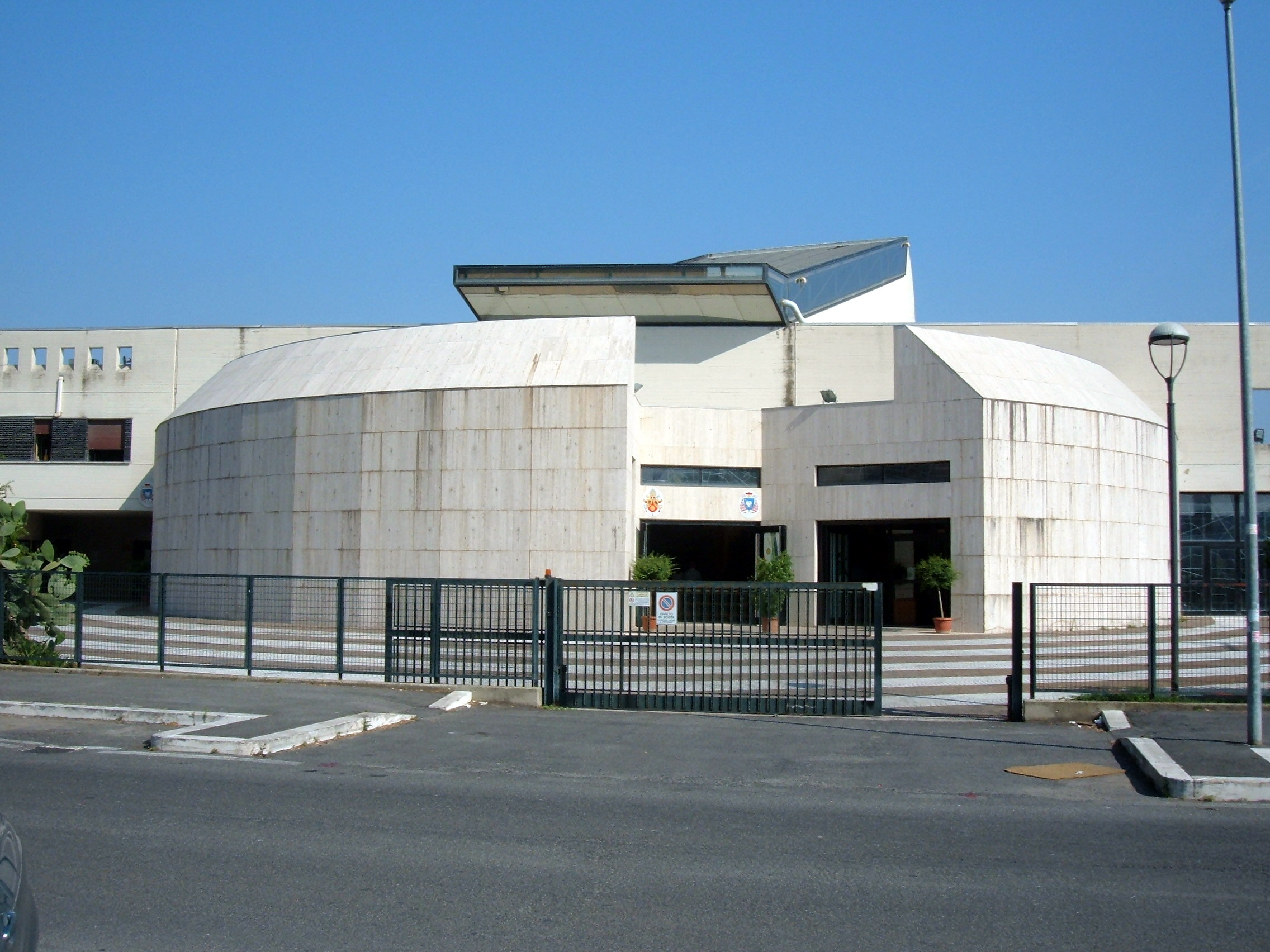
dans le quartier romain de Portuense (consacrée en 1992).